# Moisés Caicedo
Moisés Isaac Caicedo Corozo (sinh ngày 2 tháng 11 năm 2001) là một cầu thủ bóng đá chuyên nghiệp người Ecuador hiện đang thi đấu ở vị trí tiền vệ cho câu lạc bộ Premier League Chelsea và đội tuyển bóng đá quốc gia Ecuador.

## Sự nghiệp câu lạc bộ

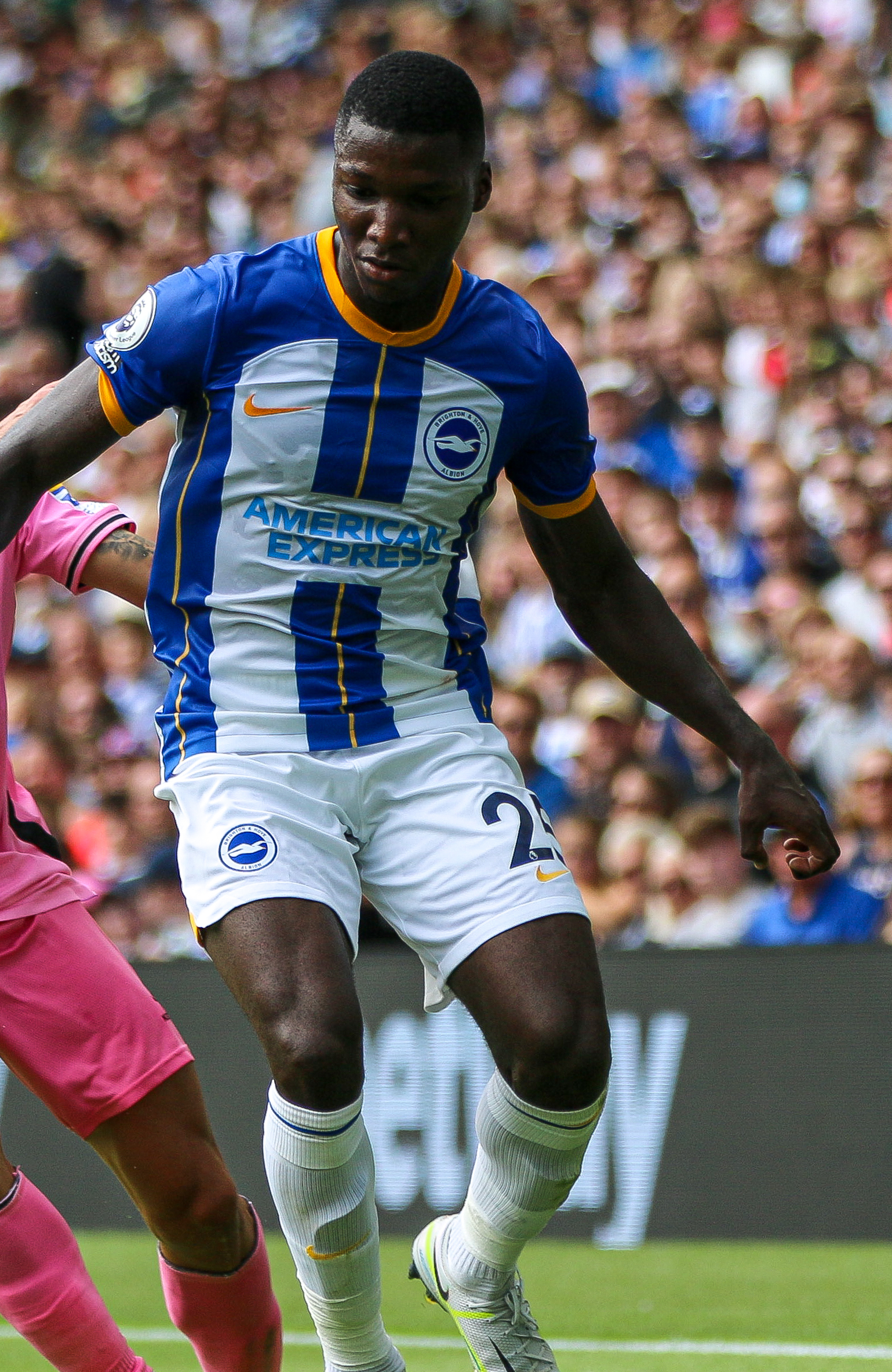
Trận đấu trước mùa giải Brighton and Hove Albion vs RCD Espanyol vào ngày 30 tháng 7 năm 2022.

### Independiente del Valle
Caicedo gia nhập học viện đào tạo trẻ của Independiente del Valle ở tuổi 13.

### Brighton & Hove Albion
Ngày 1 tháng 2 năm 2021, Caicedo chuyển đến Anh thi đấu cho Brighton & Hove Albion theo bản hợp đồng có thời hạn 4 năm rưỡi với phí chuyển nhượng 4,5 triệu £.

### Chelsea
Caicedo gia nhập Chelsea vào ngày 14 tháng 8 năm 2023, ký hợp đồng kéo dài tám năm, với tùy chọn gia hạn thêm một năm. Mặc dù khoản phí chuyển nhượng không được tiết lộ chính thức, nhưng được cho khoảng £100 triệu, cộng thêm £15 triệu cho các khoản bổ sung liên quan đến thành tích thi đấu. BBC Sport cho biết các khoản bổ sung chủ yếu dựa trên sự xuất hiện và Brighton mong nhận được toàn bộ khoản phí "trong một khoảng thời gian ngắn". Khi điều này xảy ra, đây sẽ là kỷ lục về khoản chuyển nhượng tại Anh cho một cầu thủ.

## Sự nghiệp đội tuyển quốc gia
Caicedo có tên trong danh sách 26 cầu thủ Ecuador tham dự World Cup 2022, lần tham dự World Cup thứ tư trong lịch sử đội tuyển nước này. Ngày 26 tháng 11, trong trận đấu cuối cùng của vòng bảng với Senegal mà Ecuador chỉ cần 1 điểm để đi tiếp, Caicedo là người ghi bàn gỡ hòa 1-1 cho Ecuador ở phút 67 nhưng chỉ ba phút sau đó Kalidou Koulibaly ấn định chiến thắng 2-1 cho Senegal kết thúc hành trình của Ecuador tại World Cup 2022.

## Thống kê sự nghiệp

### Câu lạc bộ
Tính đến 13 tháng 7 năm 2025
| Câu lạc bộ              | Mùa giải            | Giải đấu            | Giải đấu | Giải đấu | Cúp quốc gia | Cúp quốc gia | Cúp liên đoàn | Cúp liên đoàn | Châu lục | Châu lục | Khác | Khác | Tổng cộng | Tổng cộng |
| Câu lạc bộ              | Mùa giải            | Hạng đấu            | Trận     | Bàn      | Trận         | Bàn          | Trận          | Bàn           | Trận     | Bàn      | Trận | Bàn  | Trận      | Bàn       |
| ----------------------- | ------------------- | ------------------- | -------- | -------- | ------------ | ------------ | ------------- | ------------- | -------- | -------- | ---- | ---- | --------- | --------- |
| Independiente del Valle | 2019                | Ecuadorian Serie A  | 3        | 0        | 0            | 0            | —             | —             | —        | —        | —    | —    | 3         | 0         |
| Independiente del Valle | 2020                | Ecuadorian Serie A  | 22       | 4        | 0            | 0            | —             | —             | 6        | 2        | —    | —    | 28        | 6         |
| Independiente del Valle | Tổng cộng           | Tổng cộng           | 25       | 4        | 0            | 0            | —             | —             | 6        | 2        | —    | —    | 31        | 6         |
| Brighton & Hove Albion  | 2020–21             | Premier League      | 0        | 0        | 0            | 0            | 0             | 0             | —        | —        | —    | —    | 0         | 0         |
| Brighton & Hove Albion  | 2021–22             | Premier League      | 8        | 1        | 1            | 0            | 1             | 0             | —        | —        | —    | —    | 10        | 1         |
| Brighton & Hove Albion  | 2022–23             | Premier League      | 37       | 1        | 4            | 0            | 2             | 0             | —        | —        | —    | —    | 43        | 1         |
| Brighton & Hove Albion  | Tổng cộng           | Tổng cộng           | 45       | 2        | 5            | 0            | 3             | 0             | —        | —        | —    | —    | 53        | 2         |
| Beerschot (mượn)        | 2021–22             | Belgian Pro League  | 12       | 1        | 2            | 1            | —             | —             | —        | —        | —    | —    | 14        | 2         |
| Chelsea                 | 2023–24             | Premier League      | 35       | 1        | 6            | 0            | 7             | 0             | —        | —        | —    | —    | 48        | 1         |
| Chelsea                 | 2024–25             | Premier League      | 38       | 1        | 1            | 0            | 0             | 0             | 6        | 1        | 5    | 0    | 50        | 2         |
| Chelsea                 | 2025–26             | Premier League      | 0        | 0        | 0            | 0            | 0             | 0             | 0        | 0        | —    | —    | 0         | 0         |
| Chelsea                 | Tổng cộng           | Tổng cộng           | 73       | 2        | 7            | 0            | 7             | 0             | 6        | 1        | 5    | 0    | 98        | 3         |
| Tổng cộng sự nghiệp     | Tổng cộng sự nghiệp | Tổng cộng sự nghiệp | 155      | 9        | 14           | 1            | 10            | 0             | 12       | 3        | 5    | 0    | 196       | 13        |

1. ↑  Bao gồm FA Cup, Belgian Cup
2. ↑  Bao gồm EFL Cup
3. ↑  Số lần ra sân tại Copa Libertadores
4. ↑  Số lần ra sân tại UEFA Conference League
5. ↑  Số lần ra sân tại FIFA Club World Cup

### Quốc tế
Tính đến ngày 10 tháng 6 năm 2025
| Đội tuyển quốc gia | Năm       | Trận | Bàn |
| ------------------ | --------- | ---- | --- |
| Ecuador            | 2020      | 4    | 1   |
| Ecuador            | 2021      | 13   | 1   |
| Ecuador            | 2022      | 11   | 1   |
| Ecuador            | 2023      | 10   | 0   |
| Ecuador            | 2024      | 13   | 0   |
| Ecuador            | 2025      | 4    | 0   |
| Tổng cộng          | Tổng cộng | 55   | 3   |

Tính đến ngày 10 tháng 6 năm 2025
Bàn thắng và kết quả của Ecuador được để trước.
| # | Ngày                 | Địa điểm                                              | Đối thủ | Bàn thắng | Kết quả | Giải đấu                      |
| - | -------------------- | ----------------------------------------------------- | ------- | --------- | ------- | ----------------------------- |
| 1 | 13 tháng 10 năm 2020 | Sân vận động Rodrigo Paz Delgado, Quito, Ecuador      | Uruguay | 1–0       | 4–2     | Vòng loại FIFA World Cup 2022 |
| 2 | 16 tháng 11 năm 2021 | Sân vận động San Carlos de Apoquindo, Santiago, Chile | Chile   | 2–0       | 2–0     | Vòng loại FIFA World Cup 2022 |
| 3 | 29 tháng 11 năm 2022 | Sân vận động Quốc tế Khalifa, Al Rayyan, Qatar        | Sénégal | 1–1       | 1–2     | FIFA World Cup 2022           |

## Danh hiệu
U-20 Independiente
- U-20 Copa Libertadores: 2020

Chelsea
- UEFA Conference League: 2024–25[16]
- FIFA Club World Cup: 2025[17]